# گرادینگ (صربستان)
گرادینگ (به صربی: Gradinje) یک منطقهٔ مسکونی در صربستان است که در دیمیتروگراد واقع شده‌است. گرادینگ ۱۰٫۱۵ کیلومتر مربع مساحت و ۲۰۴ نفر جمعیت دارد و ۵۵۱ متر بالاتر از سطح دریا واقع شده‌است.